# Aegroto dum anima est, spes est
La locuzione latina Aegroto dum anima est, spes esse dicitur, anche detto Finché c'è vita c'è speranza, letteralmente significa: "Per chi è ammalato si dice che, finché c'è respiro, c'è speranza".
Presente in Cicerone, viene oggi utilizzata in maniera abbreviata dicendo: "Finché c'è vita, c'è speranza".